# Стрілець (птах)
Стрілець (Acanthisitta chloris) (маорі: tītipounamu) — вид горобцеподібних птахів родини стрільцевих (Acanthisittidae).

## Поширення
Вид є ендеміком Нової Зеландії. Живе в різних місцях проживання — зрілі букові ліси, щільні зарості чагарнику, сільськогосподарські райони, близько скелястих оголень, низинний ліс з чагарниками подокарпа.

## Опис
Стрілець є найменшим видом птахів Нової Зеландії. Тіло завдовжки 8-10 см, вага — до 9 г. Це невеликі птази з коротким хвостом, довгими ногами і крихітним вузьким дзьобом, зі злегка кирпатим кінчиком. Крила короткі, закруглені, слабкі, через що птахи погано літають. Самиці більші за самців, їхні дзьоби і кігтики на лапках довші, обидві статі відрізняються по забарвленню. Лапи сильні із задніми кігтями, що допомагають при лазінні.
Забарвлення верхньої частини тіла і голови у самців яскраве — жовто-зелене, у самиць — коричневе з червоно-коричневими плямами. Низ тіла біло-жовтий. Над оком у обох статей пролягає біла смуга. Краї першорядних махових пір'їн жовті з білою плямою, огузок і фаланги лап — жовтуваті.

## Спосіб життя
Веде деревний і денний спосіб життя. Добре лазить, досить швидко бігає по землі. Більшу частину дня проводить в пошуках їжі, здійснюючи кожен день один і той же маршрут. По стовбуру дерева пересувається різкими поштовхами вгору, допомагаючи при цьому собі крилами, досягнувши висоти 6-9 м, злітає вниз до основи іншого дерева і знову лізе вгору.

### Живлення
Живляться комахами, павуками та іншими дрібними безхребетними, піднімаючись вгору по стовбуру дерева по спіралі. Самці полюють на здобич на листях дерев, в той час як самиці знаходять їжу під корою. Дзьоб у самиць більший і товщий, тому їм легше відірвати шматочок кори.

### Розмноження
Гніздо розташовується в дуплах або щілинах дерев, норах, під дахами будівель. Велику частину роботи по будівництву гнізда бере на себе самець. Вхід в гніздо дуже вузький, зате саме гніздо досить велике (в порівнянні з розмірами птахів), іноді з куполоподібним дахом. Дно гнізда вистилається пір'ям, мохом і павутинням. За рік буває до двох кладок.
Самець доглядає за самицею, годуючи її до 9 разів на годину. Безхребетні, якими годує самець самку під час залицянь більші за розміром, ніж ті, які видобуваються під час звичайного годування. Самиці кожні 48 годин зносить по одному яйцю. У кладці 2-4 білих великих яйця, що важать близько 20 % від ваги самиці. Інкубація починається після того, як знесено останнє яйце. У другій кладці розміри яєць і їхня кількість менша. Друге гніздо самець починає будувати, коли пташенята з першого виводка ще не оперилися. Піклуються про потомство обоє батьків.